# Gerard Thomas

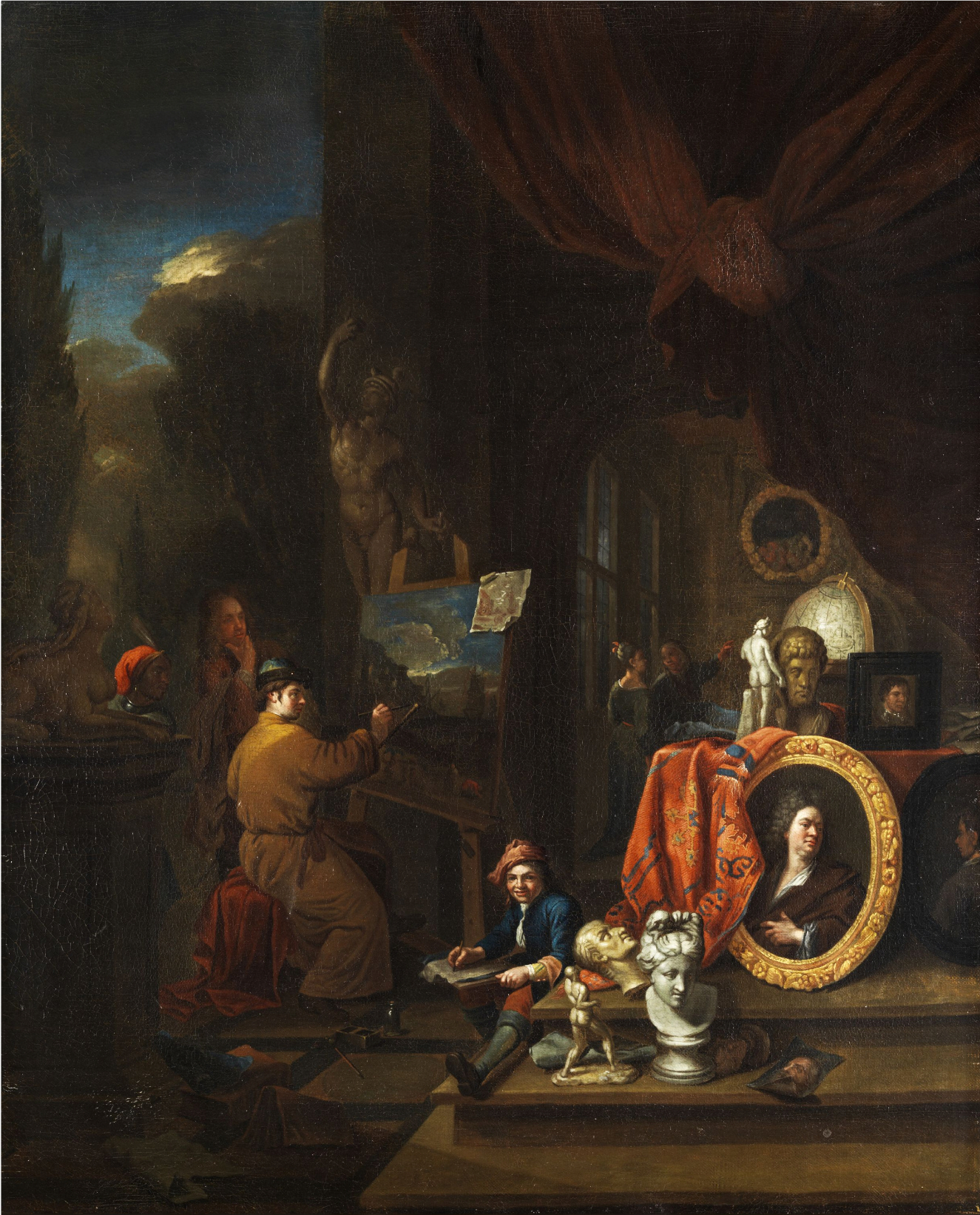
Gerard Thomas: De schilder in zijn atelier

Gerard Thomas (Antwerpen, 1663 – 1721) was een Zuid-Nederlands kunstschilder uit de barokperiode. Hij is bekend omwille van zijn doeken met interieurs van ateliers en galerijen en was tweemaal deken van de Antwerpse Sint-Lucasgilde waarvan hij in 1688-89 lid werd. Balthasar van den Bossche was een leerling van Thomas.

## Werken
Veel van zijn schilderijen tonen schilders uit de 17e eeuw zoals Peter Paul Rubens, Anthony van Dyck of Jacob Jordaens in hun atelier, omringd door doeken en beeldhouwwerken, terwijl ze les geven aan een leerjongen. De namen van de schilders zijn vaak alleen maar te achterhalen via hun werken die worden afgebeeld.
- Biografisch Portaal: 52491792
- Gemeinsame Normdatei: 1043826378
- International Standard Name Identifier: 0000 0000 6707 6887
- KulturNav: 723e4a8d-2745-44d9-8667-68cae714a9fc
- Library of Congress Control Number: no2005081375
- RKD-Nederlands Instituut voor Kunstgeschiedenis: 77179
- Système universitaire de documentation: 223881422
- Union List of Artist Names: 500025230
- Virtual International Authority File: 61283405
- WorldCat: E39PBJkxMFMCMfK7b8BBFGMMfq